# Lignerolles (Allier)
 Lignerolles  es una población y comuna francesa, situada en Región de Auvernia-Ródano-Alpes, departamento de Allier, en el distrito de Montluçon y cantón de Montluçon-4.

## Demografía
| Gráfica de evolución demográfica de Lignerolles entre 2006 y 2019 |
|                                                                   |

Fuentes: INSEE.